# Moon Gold
Moon gold es el primer álbum de la banda japonesa The pillows, lanzado el 21 de junio de 1991.

## Lista de canciones
1. "You Are" (キミがいる) – 4:02
2. "This Is My Fashion" – 2:36
3. "I Need Somebody" – 4:33
4. "Dear, My 'First Step" – 5:00
5. "I Think It'll Rain" (雨が降ってきたような気がする) – 4:08
6. "If You Sing in the Rain" (雨にうたえば) – 4:44
7. "Kiss Me Baby" – 2:46
8. "I Want to Return There" (あそこへ帰りたい) – 3:18
9. "Hello Girl" (ハローガール) – 4:15
10. "Foreigner" – 3:20
11. "Want to Sleep For..." – 3:27
12. "Good-bye Third Planet" (さようなら第三惑星) – 5:18

## Outtakes
- Me and You and Mr. Moon (Una vieja versión que se puede encontrar en el single: "If You Sing in the Rain (Ame ni Utaeba)"

- Datos: Q6907480